# Ian Turner
Ian Gordon Turner (ur. 11 maja 1925 w Oakland, zm. 11 października 2010 tamże) – amerykański wioślarz, złoty medalista olimpijski
Wystąpił na igrzyskach olimpijskich w Londynie w 1948 roku, gdzie osada USA w składzie: Ian Turner, Dave Turner, Jim Hardy, George Ahlgren, Lloyd Butler, Dave Brown, Justus Smith, John Stack i Ralph Purchase (sternik) wywalczyła złoty medal w ósemkach. W finale o 10,2 sekundy pokonali Brytyjczyków, a o 13,6 sekundy wyprzedzili Norwegów. Był to jego jedyny start olimpijski.
W trakcie II wojny światowej służył United States Army. Kształcił się na Uniwersytecie Kalifornijskim w Berkeley.
Brat Dave'a Turnera.